# كاميلي ميتشيل
كاميلي ميتشيل (بالإنجليزية: Camille Mitchell)‏ هي كاتبة سيناريو ومخرجة وممثلة أمريكية، ولدت في 1 مارس 1954.

## وصلات خارجية
- كاميلي ميتشيل على موقع IMDb (الإنجليزية)
- كاميلي ميتشيل على موقع قاعدة بيانات الفيلم (الإنجليزية)